# Edmone Robert
Edmone Robert est une résistante de la Seconde Guerre mondiale active en Normandie. Née le 16 octobre 1912 à Falaise (Calvados), elle est morte le 4 mai 1945 au retour de sa déportation. Elle est enterrée au cimetière de Guibray à Falaise.

## Biographie

### Origines et formation
Simone, Nelly, Edmone, Mercédès Robert, née le 16 octobre 1912 à Falaise d'une famille d'agriculteurs, fait ses études à Lisieux au collège Michelet. Institutrice, elle fait des remplacements dans diverses communes du Calvados : Airan, Crèvecœur-en-Auge, Touques, puis elle est titularisée à Saint-Aubin-sur-Algot en 1937 pour une classe unique où elle exercera jusqu'à son arrestation en 1942. 
Elle adhère rapidement au Parti communiste français.

### Résistance
En 1940, elle entre dans la résistance et rejoint le Front national de lutte pour la libération et l'indépendance de la France. Dès juin 1940, elle sillonne la région pour récupérer armes et munitions abandonnées par l'armée française en débâcle. Elle participe à la préparation et à la réalisation de sabotages de voies ferrées, attaques de postes, destruction de stocks allemands Place d'Armes à Caen et explosion du bureau de placement du boulevard des Alliés à Caen.
Elle assure la liaison et le recrutement de nouveaux membres et assure la distribution de tracts ; elle recueille des clandestins et organise une cachette pour les résistants à Crèvecœur-en-Auge, ce qui fait dire à Jean Quélien qu'elle est « l'âme de la résistance communiste en Pays d'Auge ». 
Parmi les sabotages, le plus marquant est celui du déraillement le 16 avril 1942 à 3h30 du matin, du train Maastricht-Cherbourg à Caen, transportant des permissionnaires allemands (20 morts). Les polices allemande et française organisent des recherches de grande ampleur dans les environs du sabotage. Sous le nom de guerre de Lucienne, Edmonde Robert poursuit sa participation aux sabotages jusqu'en décembre 1942. Un déraillement manqué à Lécaude (Calvados), sur la ligne de Caen, va permettre à la Gestapo de démanteler le réseau.

### Arrestation
Le 21 décembre 1942, en fin de journée, 4 policiers de Rouen (Seine-Maritime) pénètrent dans la cour de son école à Saint-Aubin-sur-Algot pour arrêter Edmone Robert dans sa classe. Selon des témoignages recueillis,elle glisse à la hâte des documents dans le cartable d'un élève et renvoie sa classe. Après perquisition de l'école et de son domicile, elle est emmenée et interrogée au commissariat de Lisieux. Entre-temps, le père de l'élève trouve les documents compromettants, les apporte au maire (pétainiste) qui prévient la gendarmerie. Un gendarme nommé Pennec refuse d'enregistrer la dénonciation et conseille de brûler les documents. Le maire persiste et transmet les documents au secrétaire général de la sous-préfecture de Lisieux.

### Jugement, déportation
Conduite à la prison de Caen jusqu'au 8 mai 1943 où elle est torturée sans donner d'informations, elle est transférée à la prison de Fresnes où elle est jugée et condamnée à mort le 13 juillet avec 12 autres résistants et une résistante, Gisèle Guillemot. Les deux femmes voient leur sentence commuée en déportation.
Edmone Robert est envoyée le 4 octobre 1943 à la prison de Karlsruhe, puis celle de Lübeck-Lauerhof (Allemagne), lieu d'application des peines notamment pour les femmes dans le cadre de la procédure "NN" Nuit et Brouillard,.   
En août 1944, Edmone Robert est transférée au bagne de Jauer (Jawor en Pologne) - où elle contracte la tuberculose - dans une unité de travaux forcés de femmes pour l'usine Siemens, puis à la prison d'Aichach dans la région de Munich.
Libérée par l'avancée des alliés en avril 1945, elle a le temps d'apprendre la libération et la victoire mais meurt d'épuisement le 4 mai 1945 dans le train ambulance qui la ramène en France.  
Elle est enterrée à Falaise (Calvados) où elle est née ; on peut lire sur sa tombe : « patriote et résistante, déportée en Allemagne, morte pour la France ».

## Distinctions
- Médaille de la Résistance française, à titre posthume (décret du 29 novembre 1946)
- Mort pour la France

## Hommages
Elle a inspiré en 1994 une pièce de théâtre : La geste d'Edmone de Jean Reinert, abordant la question de l'engagement en période d'occupation.
Dans son livre Résistance et sabotages en Normandie, Jean Quélien la décrit comme « l'âme de la résistance communiste en Pays d'Auge ».
À Airan (Calvados), une plaque de marbre installée en 1967 lui rend hommage. L'école primaire porte son nom.
À Falaise (Calvados), sa commune de naissance et où elle est enterrée, une rue porte son nom.
À Saint-Aubin-sur-Algot (Calvados), la place devant la mairie porte son nom depuis le 22 juin 1997, une plaque lui rend hommage et une cérémonie annuelle honore sa mémoire le 8 mai.